# 1907年梯弗里斯银行抢劫案
1907年梯弗里斯银行抢劫案，又稱埃里溫廣場強徵，是一起于1907年6月26日发生在梯弗里斯（今格鲁吉亚首都第比利斯）的武装抢劫案。在此次抢劫案中，一辆银行运钞车被布尔什维克劫走以资助其革命活动。银行马车运送纸币由邮局前往俄罗斯帝国国家银行梯弗里斯分行，途经埃里温广场（今自由广场）时抢劫者用炸弹和枪支对马车及其周围的警察和军人进行了袭击。根据官方档案，袭击导致40人死亡，50人受伤。抢劫者共劫走24.1万俄罗斯帝国卢布。由于警方已知晓钞票的编号，大部分抢劫所得的大额纸币无法为布尔什维克所使用。列宁试图让一批人于1908年1月在欧洲多地同时兑现钞票，但这一计划失败，导致多人被捕，事件为公众所知，并招致欧洲社会民主主义者的谴责。
抢劫案由一批高层布尔什维克策划，其中包括列宁、斯大林、马克西姆·马克西莫维奇·李维诺夫、列奥尼德·博里索维奇·克拉辛和亚历山大·亚历山德罗维奇·波格丹诺夫，由斯大林早年的战友卡莫所领导的一批革命者执行。此类活动在俄国社会民主工党第5届代表大会上被明令禁止，党内对布尔什维克的行为十分愤怒。由此，列宁和斯大林试图同此次抢劫划清界線。此次事件及类似的抢劫使布尔什维克领导层产生了分裂，形成列宁和波格丹诺夫/克拉辛的对立。
在抢劫之后卡莫于德意志帝国被捕，但他通过伪装精神错乱而在此后超过三年内免于被起诉。他从精神病院逃脱，但在两年后策划另一起抢劫时再次被捕，并被数罪并罚（包括1907年抢劫案）判处死刑，但此后被改判为终生监禁。1917年俄国革命后他被释放。其他抢劫的参与者和策划者无人被起诉。在卡莫死后，在埃里温广场附近的普希金花园立起了卡莫的坟墓和纪念碑。纪念碑此后被拆除，卡莫的遗骸亦被移至他处。

## 背景

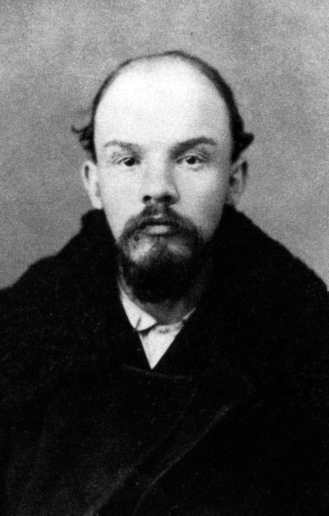
列宁1895年12月的警方照片

成立于1898年的俄国社会民主工党是苏联共产党的前身，该党的目标是按照马克思主义学说，通过无产阶级革命改变俄罗斯帝国的经济和政治制度。除了政治活动，该党连同其他革命团体（如无政府主义者和社会革命党人）策划了一系列激进行动，包括所谓“征用”，即武装抢劫政府或私人资金支持革命活动的委婉说法。
自1903年以来，俄国社会民主工党被分成两大主要集团：布尔什维克和孟什维克。1905年俄国革命被帝国镇压后，工党于1907年5月-7月在伦敦举行俄国社会民主工党第五次代表大会，希望解决布尔什维克和孟什维克之间的分歧。两派仍然存在不同意见的问题是对军事活动的意见分歧，尤其是“征用”。主导第五届代表大会的最激进的布尔什维克弗拉基米尔·列宁，支持继续抢劫，而孟什维克主张用更加和平、渐进的方式来引导革命，反对激进行动。在第五届代表大会上，一项谴责参与或协助所有武装活动的决议得到通过，其中把“征用”称为“混乱和伤风败俗”，宣布解散全党民兵组织。该决议因65%的支持、6%的反对（其他为弃权或不投票）而得到通过，所有孟什维克甚至有些布尔什维克支持该决议。
尽管不同的委员会统一于党的禁令，但第五届布尔什维克大会选出了自己的管理机构“布尔什维克中心”，该机构对工党的其他部分保持秘密。布尔什维克中心由列宁、列昂尼德·克拉辛和亚历山大·亚历山德罗维奇·波格丹诺夫组成的“金融团队”领导。在其他党派的活动中，布尔什维克的领导已经在第五届代表大会举行期间，已经规划出在俄罗斯不同地区进行“征用”，并等待在第五届代表大会结束仅两周后发生在第比利斯的重大抢劫。

## 准备
第五届代表大会前夕，布尔什维克高层曾于1907年4月在柏林举行会谈，讨论上演一场去得购买武器资金的抢劫案。与会者包括列宁、克拉辛、波格丹诺夫、约瑟夫·斯大林和马克西姆·马克西莫维奇·李维诺夫[b]。小组决定让斯大林（早期化名为“科巴”）和亚美尼亚人西蒙·捷尔-彼得罗相（化名“卡莫”）在第比利斯城实施银行抢劫。
时年29岁的斯大林与妻子叶卡捷琳娜·斯瓦尼泽和刚出生的儿子雅可夫·朱加什维利住在第比利斯。斯大林有过策划抢劫的经验，而这些战功帮助他赢得中心“首席金融家”的声誉。比斯大林小四岁的卡莫有着冷酷无情的美誉，他后来曾把一个人的心脏从胸口挖出。在密谋策划阶段，卡莫搞到了所谓的成套犯罪组织装扮。斯大林称卡莫是“伪装大师”，列宁则称他为“高加索土匪”。斯大林和卡莫从小一起长大，卡莫在斯大林的转化下信奉马克思主义。
4月会谈后，斯大林和李维诺夫前往第比利斯告知卡莫行动计划，并组织突袭。根据罗曼·布拉克曼作品《斯大林的秘密文件：隐蔽的人生》，斯大林正跟布尔什维克策划犯罪活动时，还充当俄罗斯帝国秘密警察公共安全与秩序保卫部的线人。布拉克曼表示，一旦小队回到第比利斯，斯大林就告诉他在公共安全与秩序保卫部的线人穆赫塔罗夫警官抢劫银行的计划，并承诺晚些时候向公共安全与秩序保卫部提供详细信息。
在第比利斯，斯大林开始筹划抢劫。他跟两名有着国家银行行动内部信息的人士建立联系，其中有一名职员是斯大林的老同学，在第比利斯银行邮件办公室工作 。他后来表示协助抢劫是出于钦佩斯大林的爱情诗。他曾在第比利斯银行邮局工作，这让他得到看到一张秘密时间表，这张时间表显示了马车把现金转移到国家银行第比利斯分行的时间。他通知斯大林，银行将在1907年6月26日接受马车载来的大量现金。
卡拉辛协助制造了用于袭击的炸弹，炸弹装在马车上。卡莫的团伙把炸弹藏在沙发里，以此将炸弹走私到第比利斯。离抢劫仅有数周时，卡莫尝试把导火索放入卡拉辛的一枚炸弹时不慎将其引爆，他的眼睛严重受伤，留下永久的疤痕。卡莫由于剧烈疼痛躺了一个多月床，没能在抢劫当日完全恢复。

## 抢劫当日
1907年6月26日抢劫当日，包括斯大林在内的20名组织在埃里温广场（距神学院、银行和总督宫两分钟路程）碰头以完成他们的计划，碰头后，他们前往各自的指定地点准备袭击。俄罗斯当局已经意识到，第比利斯的革命党人正在策划一些大型行动，于是在主要广场增派人手。在此前的抢劫案，他们曾互相通报埃里温广场每一个街角的警卫。为了应对更高级别的安保，团伙成员在抢劫前故意引开巡逻宪兵和警察，从上方俯瞰广场来把风。
团伙成员大多打扮成农民，带着左轮手枪和手榴弹在街角等候。跟其他人不同的是，卡莫伪装成骑兵队长，驾着开放式四轮马车来到广场。
共犯接管了面向广场的提利普楚里酒馆。证人大卫·萨基拉什威利后来表示，他一直走在埃里温广场时，后来竟然成了劫匪的他的一个名叫巴楚亚·库普里利亚什维里的朋友，邀请他到一家小酒店，并要求他留下。进入小酒馆，萨基拉什威利注意到武装分子停车离开。当他们收到银行马车接近广场的信号后，持枪男子迅速拿起手枪离开建筑。
俄罗斯帝国国家银行第比利斯分行安排马车在邮局和国家银行之间运输钞票。马车里有钱、两名持枪护卫、银行的出纳和会计。马车后面的是满是武装士兵的四轮马车和大量哥萨克步兵，步兵负责护卫车厢的前后端和两侧。

### 袭击

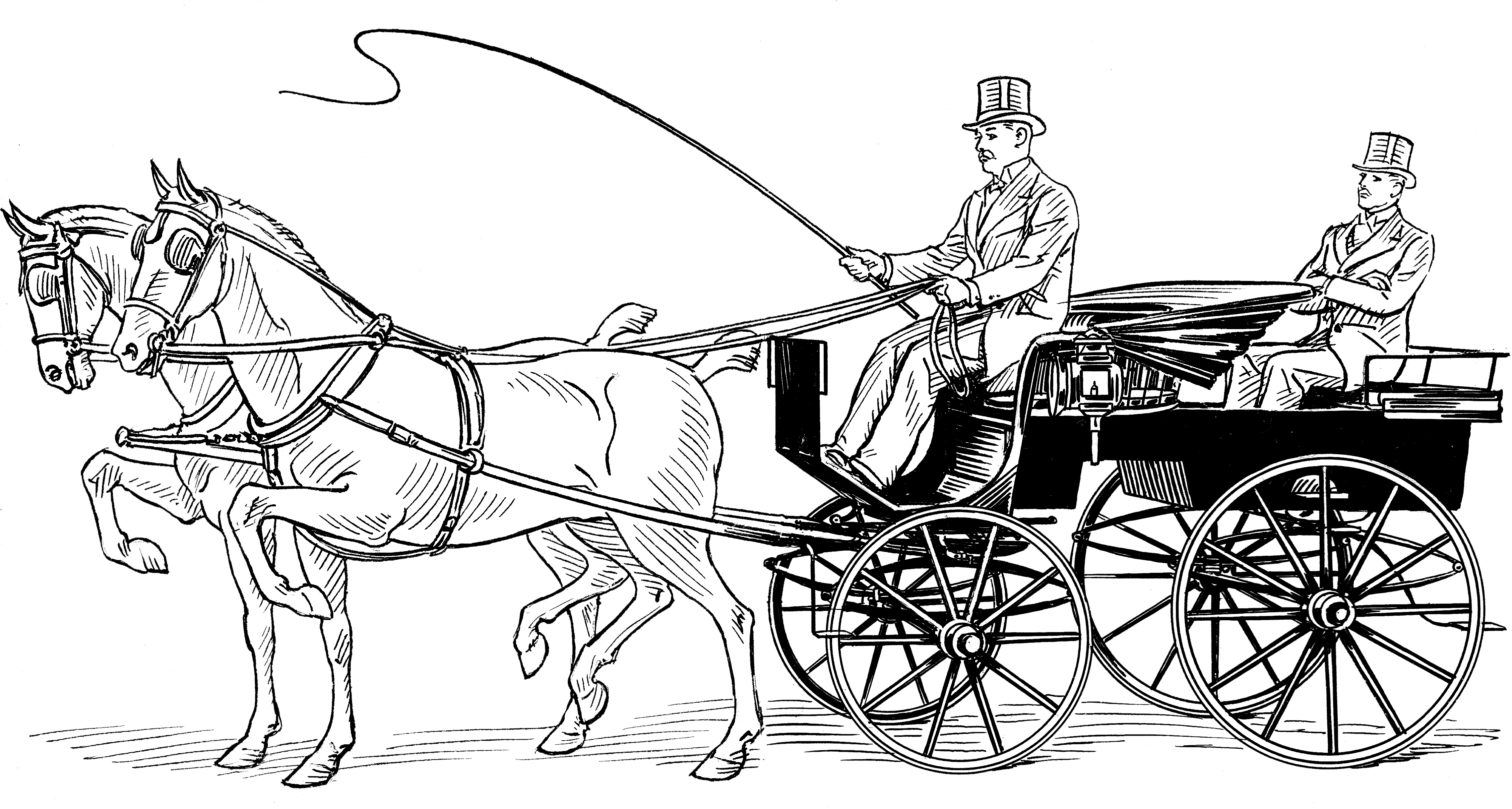
用于抢劫的传统四轮马车

走在路上的马车于上午10点30分穿过拥挤的广场。库普里利亚什维里发出信号，劫匪用手榴弹击中马车，杀害许多马匹和警卫，开始向守卫广场和马车的安保人员开枪。炸弹从四面八方抛出。格鲁吉亚报纸《伊萨里》表示：“没人能告诉我们可怕的强震是炮弹还是炸弹爆炸发出的……声响引发的恐慌无处不在……几乎横跨了整座城市，人们开始逃跑。马车和牛车飞奔离开。”爆炸过于强烈，打翻了附近的烟囱，震破了一英里范围内的所有玻璃窗。斯大林的妻子叶卡捷琳娜·斯瓦尼泽跟家人和小孩当时就站在家的阳台上，这里靠近广场。他们听到爆炸声，吓得跑回屋里。
银行的一匹运钞马受伤后拉着车厢狂奔，库普里利亚什维里、卡莫和另一位劫匪达提科·查伯里亚什维利见状马上上前追击。库普里利亚什维里投掷了一枚手榴弹，手榴弹在马的腿边爆炸，但库普里利亚什维里被爆炸抓到，吓得摔在地上。他恢复知觉后悄悄地走出广场，赶在警察和军队增援抵达之前。查伯里亚什维利抢走马车上装着钱的麻袋，卡莫随即赶到前面，用手枪开火作掩护，他们和另一位劫匪把钱扔进卡莫的四轮马车。由于时间紧迫，他们不经意间在身后留下两万卢布，其中有一些被马车司机独吞，后来他因盗窃被捕。

### 逃窜和结果

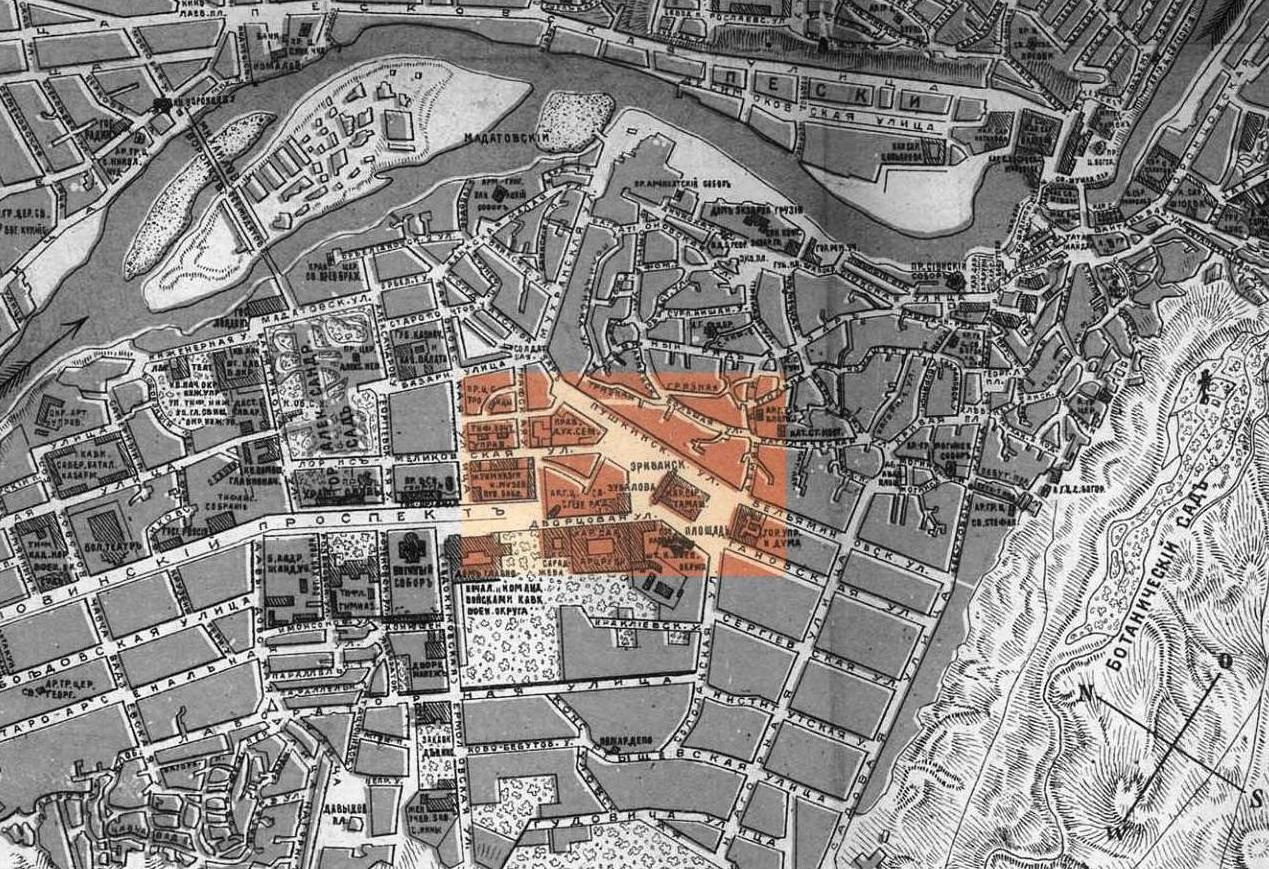
1913年第比利斯地图局部，以红色标示的地区是埃里温广场和临近的街道

确保钱安全后，卡莫骑马离开广场，却遇到警方的马车。他谎称自己的骑兵队队长，高喊“钱安全。快跑到广场去。”马车里的副手遵命了，直到后来才发现被逃逸的劫匪欺骗了。卡莫随后骑到团伙的总部，在那里换掉制服。所有的劫匪迅速分散，没人被抓获。
其中一名劫匪伊利索·劳米纳德泽，偷了一套教员制服用来伪装，后来又回到广场凝视着大屠杀。50名伤者跟死去的人士和马匹一同躺在广场上。当局表示，只有三人死亡，但公共安全与秩序保卫部档案馆文件显示，实际伤亡数字约40人。
国家银行不知道因这次打劫究竟损失了多少，但最好的估计大约是341000卢布，截至2008年价值约340万美元。大约91000卢布因账单数额小难以追查，剩下的最大面值的500卢布钞票由于序列号被警方获悉难以找零。

### 斯大林的角色

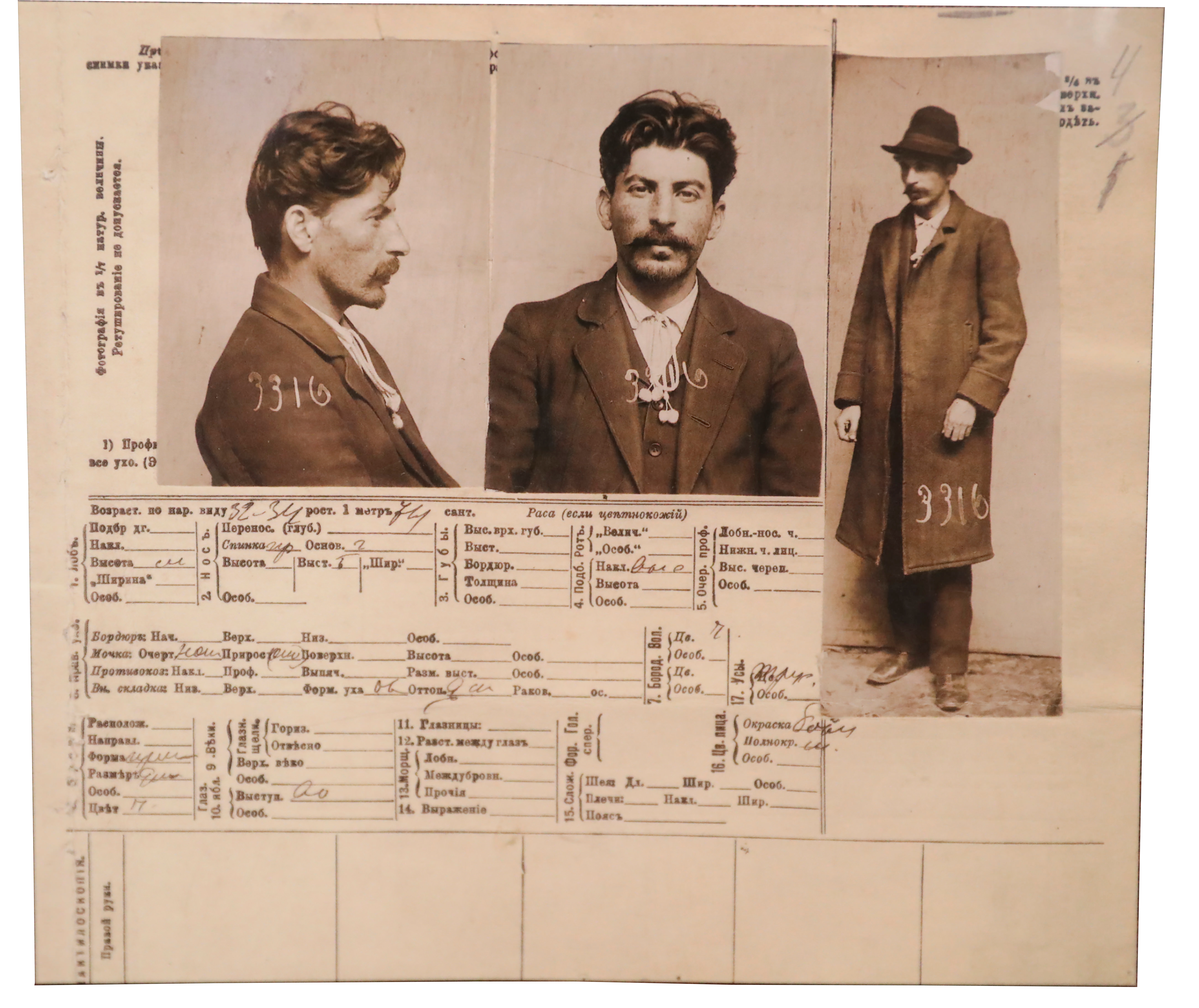
圣彼得堡沙皇秘密警察的斯大林信息卡，1911年

斯大林抢劫当天的确切行动是未知且有争议的。消息人士P·A·帕夫棱科声称斯大林的马车受到袭击时被炸弹的碎片割伤。卡莫后来表示斯大林没有参与到抢劫中，只是在远方看着它。另一名消息人士称斯大林的在警方报告中“在豪宅的庭院中抽着烟冷酷地目睹着流血事件”。另一名消息人士表示，斯大林在抢劫过程中实际上是在火车站而不是在广场。斯大林的小姑称斯大林在抢劫当晚回到家，告诉家人实施成功。
斯大林的角色后来被同为革命家的鲍里斯·尼古拉雷夫斯基和列夫·达维多维奇·托洛茨基质疑。托洛茨基是斯大林的对手，后来曾依照命令暗杀斯大林。在他的著作《斯大林——其人与其影响的评价》中，托洛茨基分析了许多出版物描述的第比利斯征收和布尔什维克当时的军事活动，得出结论“其他在战斗，斯大林就从远处监督他们”。总的来说，尼古拉雷夫斯基表示，“斯大林在卡莫小队活动中发挥的作用被后人夸大了”。昆后来发现官方的档案文件却明确表示，“1904年年末到1905年初，斯大林制定了部分征用计划”，并表示：“现在可以肯定的是，（斯大林）控制了各方对小队初步计划”，即开展第比利斯劫案。

## 警方反映和调查

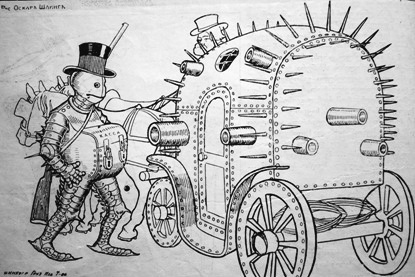
格鲁吉亚记者奥斯卡·施梅林的讽刺漫画《必要的赃款转移设备》，1906年

抢劫案登上了世界各地的头条新闻，包括伦敦《每日镜报》（标题为“炸弹之雨：革命党人猛烈屠杀大量市民”）、《泰晤士报》（标题为“第比利斯炸弹暴怒”）、巴黎《时代报》（标题为“大灾难”）和《纽约时报》（标题为“炸弹杀死很多人，捕获17万美元）”。
当局出动军队封闭道路，保卫广场希望保证资金安全，抓获嫌犯。一支特勤侦探部队参与到警方调查中 。让调查人员头疼的是，证人证言存在混乱和冲突当局不知道哪个组织要为抢劫负责。波兰社会主义者、亚美尼亚人、无政府主义者、社会革命党人甚至俄罗斯帝国本身都被指责。
布莱克曼表示，劫案发生数天后，公共安全与秩序保卫部的侦探穆赫塔罗夫在一处秘密的公寓审问了斯大林。侦探听说了斯大林消极地目睹案发过程的传闻。穆赫塔罗夫问斯大林为什么不告诉他们这件事，斯大林回答，他已经向有关部门提供足够的信息，以防止盗窃。审问升级为激烈的争论，穆赫塔罗夫掌掴了斯大林，后来被其他同事控制。事件发生后，穆赫塔罗夫被停职，斯大林被勒令离开第比利斯前往巴库等待案件的裁决。1907年7月，斯大林带着两万卢布赃款离开巴库。尽管布莱克曼声称已经找到这一事件的证据，斯大林早年是否与公共安全与秩序保卫部合作一直是历史学家几十年来争论的焦点，目前还没有解决。

## 赃款转移和卡莫被捕
抢劫得来的赃款起初被斯大林在第比利斯的朋友米库哈和马罗·波卓里德泽存在房子里。钱被缝进一张床垫里，便于转移和储存而不被怀疑。床垫被转移到另一间安全屋。可能由于斯大林在那里工作的原因，钱后来放在第比利斯气象台主管的沙发里。有消息人士表示，斯大林亲自帮助把钱放进天文台。主管表示，他根本不知道赃款就存在屋檐下。
大部分赃款最终被卡莫转移给身在芬兰的列宁，当时那里也属于俄罗斯帝国。卡莫在夏季剩下的时间里陪着列宁待在他的乡间别墅里。那年秋天，卡莫经由巴黎前往比利时购买武器和弹药，还从保加利亚购得200枚雷管。随后他来到柏林，把列宁的信交给知名的布尔什维克医生雅科夫·日托米尔斯基，询问如何治疗卡莫那还未从炸弹爆炸中完全愈合的眼睛。列宁不知道的是，日托米尔斯基是俄罗斯政府的秘密侦探。他迅速通知了公共安全与秩序保卫部，让柏林警察逮捕卡莫。警方发现了一本伪造的奥地利护照，以及用来策划另一起大型银行劫案的一个装有雷管的手提箱。

## 兑换有标记的纸币
听到卡莫被捕的消息后，列宁担心自己也可能会被逮捕，连忙与妻子离开芬兰。为了避免被人跟踪，列宁在晚上走了4.8公里越过冰封的湖面，赶上附近海岛的轮船。冰面上的长途跋涉，让列宁和他的两个同伴找路时几乎被脚下的冰淹没，列宁后来承认这似乎本来就是个“愚蠢的死法 ”。列宁和他的妻子逃出来后前往瑞士。
抢来的钱没有标记的容易兑换，但有序列号的500卢布纸币被当局获悉，无法在俄罗斯银行兑换 。到了1907年年末，列宁决定在国外兑换剩下的500卢布纸币。克拉辛和他的伪造大师尝试改变一些序列号。两百张纸币被马丁·利亚多夫运到国外（列宁的妻子和留在列宁设在库奥卡拉的总部的波格丹诺夫把它们缝进他的背心）。列宁计划让各人在全欧的多家银行同时兑换偷来的500卢布纸币。获悉该计划的日托米尔斯基把它报告给公共安全与秩序保卫部，部门联系了全欧的警察部门，要求他们抓捕试图兑换纸币的任何人。
1908年1月，一些试图兑换纸币的人士被捕。《纽约时报》报道，一位女士兑换有标记的500卢布纸币后，试图吞下得手跟同伴赶在警察到场前碰头的证据，但警察摁住了她的喉咙，阻止她吞下纸张。被捕人士中最为突出的是马克西姆·马克西莫维奇·李维诺夫，他跟情妇带着12张打算到伦敦兑换的500卢布纸币登上巴黎北站列车时被抓获。法国司法部把李维诺夫和他的情妇赶出法国，有违曾要求引渡他的俄罗斯政府的请求。法国政府官方表示，俄罗斯提交引渡要求时已经太晚了，但在一些证词中，他们否认有引渡这回事，因为法国社会党人用政治压力促使他获释。
列宁的妻子娜杰日达·康斯坦丁诺芙娜·克鲁普斯卡娅在她的回忆录中谈到了这些事件：
在第比利斯袭击中获得的赃款交给布尔什维克用于革命。但钱没法用。所有的500卢布纸币必须兑换。兑换不能够在俄罗斯进行，因为银行掌握了许多案件中的钞票号码......钱是很要紧的。因此我们到埗后没几天，有一批同志尝试在不同的城镇同时兑换500卢布纸币......日托米尔斯基曾警告警察试图兑换卢布纸币，参与者被捕。苏黎世小队的雷特在斯德哥尔摩被捕，最近从俄罗斯回来的日内瓦小队的奥尔加·拉维奇在慕尼黑被捕。N·A·谢马科夫因把邮箱地址寄往一名被捕的男子的家而被捕。
布莱克曼表示，尽管有人被捕，列宁仍尝试兑换500卢布纸币，并设法从莫斯科一名神秘女士的手中兑换一万卢布。尼古拉雷夫斯基表示，然而有人被捕后列宁放弃兑换的尝试，但波格丹诺夫尝试（失败了）在北美交换一些钞票，同时克拉辛成功设立了新的序列号，并成功兑换出其中一些。不久后，列宁的同伙烧毁了他们留下的所有500卢布钞票。

## 卡莫受审
卡莫在柏林被捕后候审时，他的律师科恩·奥斯卡递给他一张字条，让他假装精神失常，就会被宣布不适合接受审判。为了证明精神错乱，卡莫拒绝进食，撕开衣服，扯掉头发，企图上吊割腕自杀，还吃自己的粪便。为了证明他的情况并不是伪造的，德国医生用针刺他的手指，把长针插进他的后背，用熨斗烫他，他卻都没有打斷醫生的行为。经过所有的这些测试，柏林避难所的主治医生1909年6月写道“卡莫没有装疯卖傻的信仰基础，毫无疑问他就是精神病患者，不适合审判或者服刑。值得怀疑的是，他是否可能完全恢复。”
1909年卡莫被引渡到俄罗斯的监狱，他在那里继续假装精神失常。1910年4月，他被送上法庭就在第比利斯银行抢劫案中的角色受审。他忽视法庭程序，公开喂养藏在衬衫里的宠物鸟。审判被中断，官员确定他神智不清。法院最终认定卡莫犯下第比利斯抢劫案时是神志清醒的，但目前是精神病患者，应该監禁直至他康复。1911年8月，假装精神错乱三年多后，卡莫锯断了窗口的防盗网，爬下自制的绳索，从第比利斯一所监狱的精神病房逃脱。
卡莫后来谈到了这些经历：
我能告诉你什么？他们把我扔过来扔过去，打我的腿。其中一名男子强迫我照镜子。在那里，我看到了——不是我自己的倒影，而是一个有些瘦削、猿猴般的男子，咬着牙，样子可怕得恐怖，心想，“或许我真是疯了！”这真是一个可怕的时刻，但我的忍受力恢复过来了，我把口水吐在镜子上，你知道，我认为他们好这一口......我想到了很多：“我是活下去呢，还是真的疯掉呢？”这当然不好。我自己已经失去了信心，知道吗？......（当局）当然，了解他们的业务和他们的科学。但他们不了解高加索民族，就像他们所关心的，也许高加索人都是疯子。那么，究竟是谁把谁弄疯？没有答案。他们抓紧他们的枪，我要我的枪。在第比利斯他们并没有折磨我，显然，他们认为德国人不能犯错误。
越狱后，卡莫在巴黎碰到了列宁，他对列宁、波格丹诺夫和克拉辛之间的决裂感到痛心。卡莫告诉列宁他被逮捕以及在监狱里装疯卖傻的事情。离开巴黎后，卡莫最终遇见克拉辛，两人策划了另一起武装抢劫。1913年，劫案发生前，卡莫因他在第比利斯银行抢劫案中的战功，在第比利斯受审。这一次，卡莫被监禁时没有假装精神失常，而是在变疯前，假装失去了所有记忆。审判很短暂，卡莫被判死刑。
看似注定难逃一死的卡莫，后来幸運地遇到了1913年罗曼诺夫王朝三百年庆典，他和他的獄友們都被減刑。1917年二月革命后，卡莫从监狱释放。

## 后续

### 对布尔什维克的影响
除了卡莫，其他抢劫策划者无一受到审判，起初袭击的背后主导尚未明确，但卡莫、李维诺夫等人相继落网后，布尔什维克的参与变得越来越明显。孟什维克对此感到背叛和愤怒，抢劫证明布尔什维克中心的运作独立于统一的中央委员会，做着党代会明令禁止的行为。孟什维克领袖格奥尔基·瓦连京诺维奇·普列汉诺夫呼吁脱离布尔什维克。普列汉诺夫的同事尤里·奥西波维奇·马尔托夫表示，布尔什维克中心的性质介于中央委员会秘密派别和犯罪团伙。党的第比利斯委员会开除了斯大林和几位参与抢劫的成员。党对列宁行为的调查被布尔什维克挫败。
抢劫让布尔什维克在格鲁吉亚更为冷门，第比利斯的布尔什维克缺乏有效的领导而被遗弃。1907年11月妻子叶卡捷琳娜·斯瓦尼泽病逝后，斯大林很少回到第比利斯。其他格鲁吉亚布尔什维克的领导者米哈伊尔·茨哈卡亚和费利佩·马卡拉兹1907年后基本不在格鲁吉亚。另一名杰出的格鲁吉亚布尔什维克斯捷潘·沙胡扬搬到了巴库。布尔什维克在第比利斯的人气持续下降，截至1911年，只有约100名布尔什维克留在城里。
抢劫也让布尔什维克中心在欧洲社会民主主义者团体中更不受欢迎。列宁對於與搶劫成果保持距離的渴望，可能是波格丹诺夫和克拉辛之间的裂痕的来源之一。斯大林跟卡莫的团伙关系疏远，从不宣扬自己在抢劫中的角色。

### 参与者的后来生涯
1917年俄国革命后，许多参与抢劫的布尔什维克在新苏联取得政治权利。列宁成为苏联第一位总理直至1924年去世，斯大林接任其职务直至1953年去世。马克西姆·李维诺夫成为苏联外交官，就职于外交人民委员会（1930-1939）。列昂尼德·克拉辛1909年跟列宁决裂后退出政坛，但在1917年革命后重新加入布尔什维克，并在1926年出任苏联对外贸易人民委员会驻伦敦贸易代表直至去世。
卡莫从监狱释放后，有些报道表示由于他的情绪反复无常无法当秘密警察，而就职于苏联海关办事处。1922年他因骑自行车时被一辆卡车撞到而去世。尽管没有故意谋杀的证据，有些人推测是斯大林下令灭他口。
波格丹诺夫1909年被开除当局，表面原因是哲学上的差异。布尔什维克革命后，他成为了促进新派无产阶级文化组织无产阶级文化协会的主导思想家。

### 纪念碑
1921年，苏联当局将抢劫案发地埃里温广场更名为列宁广场，1956年广场设立了大型列宁纪念雕像。尽管血腥抢劫被定罪，卡莫原本埋葬于埃里温广场附近的普希金花园，伴有纪念碑。雕塑由拉科布·尼古拉德泽创造，在斯大林统治时期被拆掉，卡莫的遗体被转移到其他地方。列宁雕像于1991年8月苏联解体时被推倒，2006年改为自由纪念碑，广场的名字1991年由列宁广场改为自由广场。

### 传记
- Brackman, Roman. . . Portland, Oregon: Psychology Press. 2000. ISBN 978-0-7146-5050-0.
- Burford, Tim. . Bradt Travel Guides (Chalfont St Peter, Buckinghamshire: Bradt Travel Guides). 2008. ISBN 978-1-84162-261-3.
- Christian, David. . . New York City, New York: Palgrave Macmillan. 1997. ISBN 978-0-312-17352-4.
- Geifman, Anna. . Princeton, New Jersey: Princeton University Press. 1993. ISBN 978-0-691-08778-8.
- Jones, Stephen F. . Cambridge, Massachusetts: Harvard University Press. 2005. ISBN 978-0-674-01902-7.
- Krupskaya, Nadezhda. . 马克思主义文库. 1970  [2010-12-10]. （原始内容存档于2010-12-26）.
- Kun, Miklós. . . New York City, New York: Central European University Press. 2003. ISBN 978-963-9241-19-0.
- Nicolaevsky, Boris. . Moscow: Humanities Publishing. 1995  [2015-02-17]. ISBN 978-5-87121-007-9. （原始内容存档于2019-05-25） （俄语）.
- Sebag Montefiore, Simon. . . New York City, New York: Random House, Inc. 2008. ISBN 978-1-4000-9613-8.
- Shub, David. . The Russian Review. 1960, 19 (3): 227–247. JSTOR 126539. doi:10.2307/126539.
- Souvarine, Boris. . . New York City, New York: Kessinger Publishing. 2005. ISBN 978-1-4191-1307-9.[]
- Trotsky, Leon. . . New York City, New York: Stein and Day. 1970  [26 June 2012]. LCCN 67028713. （原始内容存档于2021-01-14）.
- Ulam, Adam. . . Cambridge, Massachusetts: Harvard University Press. 1998. ISBN 978-0-674-07830-7.